# Exit Stage Right
Exit Stage Right – album live zespołu A wydany za pośrednictwem London Records w 2000 roku.

## Lista utworów
1. "Intro" – 0:24
2. "If it Ain't Broke, Fix it Anyway" – 2:32
Nagrany w Monachium, Niemcy, Luty 2000
3. "Monkey Kong" – 3:44
Nagrany w Los Angeles, CA, USA, Marzec 2000
4. "A" – 3:27
Nagrany w London Astoria, UK, Styczeń 2000
5. "Old Folks" – 4:01
Nagrany we Frankfurcie, Niemcy, Luty 2000
6. "I Love Lake Tahoe" – 4:51
Nagrany w Zurychu, Szwajcaria, Luty 2000
7. "Over It" – 1:43
Nagrany we Frankfurcie, Niemcy, Luty 2000
8. "Foghorn" – 4:30
Nagrany w Lizbonie, Vans Warped Tour, Wrzesień 1999